# Martijn Kleermaker
Martijn Kleermaker (* 19. Februar 1991 in Harderwijk) ist ein niederländischer Dartspieler. Sein Spitzname ist „The Dutch Giant“, in Anlehnung an seine Körpergröße von 2,03 Metern.

## Karriere
Martijn Kleermaker begann 2009 mit dem Dartsport und nahm 2016 erstmals am World Masters teil, wo er gleich ein Spiel gewinnen konnte. Es folge sein Debüt vor Fernsehkameras beim Zuiderduin Masters wo er gegen Jamie Hughes und Darius Labanauskas jedoch kein Spiel gewann. Im Folgejahr kam er unter die Letzten 32 beim World Masters. Mitte März 2019 gewann Kleermaker die West Fries Open, das West Fries Masters sowie die Welsh und Luxembourg Open. Wegen seiner guten Ergebnisse nahm Kleermaker erstmals an der BDO World Trophy teil, wo er in der zweiten Runde gegen Mark McGrath, ohne ein Leg gewinnen zu können, ausschied. Beim WDF World Cup erreichte Kleermaker im Einzel das Halbfinale. Bei der BDO World Darts Championship 2020 war er an Position 7 gesetzt und konnte bis ins Achtelfinale vordringen. Anfang des Jahres konnte er zudem bei der PDC Qualifying School Tour Card erspielen und es gelang ihm die Qualifikation für die Belgian Darts Championship, wo er in den ersten beiden Spielen sowohl Stephen Bunting als auch Joe Cullen besiegte, ehe er im Achtelfinale Mervyn King unterlag. Bei seiner Premiere bei den UK Open 2020 war bereits in Runde 1 gegen Derk Telnekes Schluss. Bei der PDC Home Tour sicherte er sich am neunten Abend den Gruppensieg, scheiterte jedoch in der kommenden Runde. Es folgten eine Viertelfinalteilnahme bei den zehnten Players Championships und ein Achtelfinalteilnahme beim European Darts Grand Prix. Bei den European Darts Championship 2020 konnte Kleermarker den Titelverteidiger Rob Cross besiegen und erreichte dadurch das Achtelfinale, wo er gegen Devon Petersen ausschied. Durch gute Ergebnisse bei den Players Championships 2020 konnte er sich erstmals für die Players Championship Finals 2020 qualifizieren, schied jedoch dort im Decider gegen den Deutschen Gabriel Clemens aus.
Kleermaker hatte sich für die PDC World Darts Championship 2021 qualifiziert, konnte sein erstes Spiel jedoch nicht antreten, weil er positiv auf SARS-CoV-2 getestet wurde.
Zum Ende des Jahres 2023 gab Kleermaker bekannt, dass er darüber nachdenkt, aus privaten Gründen seine Profi-Dartskarriere vorerst zu beenden und die Tour Card zurückzugeben. Da Kleermaker nach der Weltmeisterschaft 2024 auf Rang 65 der PDC Order of Merit steht, verliert er diese sowieso.
Im Jahre 2025 trat Kleermaker erstmals wieder bei einem größeren Turnier in Erscheinung. Bei den Dutch Open spielte sich Kleermaker bis ins Halbfinale. In diesem unterlag er David Fatum aus den Vereinigten Staaten mit 0:2 in Sätzen.

## Weltmeisterschaftsresultate

### BDO
- 2020: 2. Runde (1:4-Niederlage gegen  Paul Hogan)

### PDC
- 2021: 1. Runde (Turnier nicht angetreten)
- 2022: Achtelfinale (0:4-Niederlage gegen  James Wade)
- 2023: 2. Runde (0:3-Niederlage gegen  Chris Dobey)